# Dacine, Mejova
Dacine (în ucraineană Дачне) este un sat în comuna Novopavlivka din raionul Mejova, regiunea Dnipropetrovsk, Ucraina.

## Demografie
Componența lingvistică a localității Dacine
     Ucraineană (87,16%)
     Rusă (9,17%)
     Română (3,67%)
Conform recensământului din 2001, majoritatea populației localității Dacine era vorbitoare de ucraineană (87,16%), existând în minoritate și vorbitori de rusă (9,17%) și română (3,67%).